# Enrique Beltrán Mullin
Enrique Beltrán Mullin (* 1917 oder 1918; † 15. Dezember 2013) war ein uruguayischer Politiker und Journalist.
Enrique Beltrán gehörte mit seinem Bruder Washington Beltrán zu den Gründern der Divisa Blanca 400, einem Sektor innerhalb der Partido Nacional, der bei den Wahlen in Uruguay 1946 antrat. Beltrán hatte sodann als Repräsentant des Departamentos Lavalleja für die Partido Nacional Independiente in der 36. Legislaturperiode (LP) vom 15. Februar 1951 bis 7. September 1954 ein Titularmandant als Abgeordneter in der Cámara de Representantes inne. In dieser Funktion saß er auch in den Legislaturperioden 39, 40 und 41 durchgehend vom 15. Februar 1963 bis zum Staatsstreich am 27. Juni 1973 in der Abgeordnetenkammer. In diesen drei Wahlperioden war er allerdings der Partido Nacional zugehörig und nahm den Sitz für das Departamento Montevideo ein. 1972 wirkte er zudem als Vierter Vizepräsident der Kammer.
Beltrán war leitender Berater der Tageszeitung El País und schrieb dort bis ins hohe Alter Kolumnen zu aktuellen Ereignissen, für die er unter anderem die Pseudonyme „Althaus“, „Trambel“ und „Desde el Recodo“ verwendete. Beltrán, der mit María Elena Rohr verheiratet war und fünf Kinder hatte, verstarb im Alter von 95 Jahren.

## Zeitraum seiner Parlamentszugehörigkeit
- 15. Februar 1951 bis 7. September 1954 (Cámara de Representantes, 36. Legislaturperiode (LP))
- 15. Februar 1963 bis 14. Februar 1967 (Cámara de Representantes, 39. LP)
- 15. Februar 1967 bis 14. Februar 1972 (Cámara de Representantes, 40. LP)
- 15. Februar 1972 bis 27. Juni 1973 (Cámara de Representantes, 41. LP)